# The Lovely Bones
The Lovely Bones és una adaptació cinematogràfica del 2009 de la novel·la del mateix nom d'Alice Sebold. La pel·lícula és dirigida per Peter Jackson i protagonitzada per Saoirse Ronan en el paper principal de Susie Salmon, acompanyada per Rachel Weisz i Mark Wahlberg com els seus pares, Abigail i Jack Salmon.

## Argument
El 1973, Susie Salmon és violada i assassinada pel seu veí, George Harvey, un assassí en sèrie que mata a dones i nenes. Després de morir, Susie es troba en un lloc entre el cel i la terra des del qual pot observar la seva família i el seu assassí. Veient que aquest últim esborra tots els rastres que el poden denunciar i que, a més, prepara un nou assassinat, Susie decideix actuar perquè acabi pagant els seus crims i la seva família pugui superar la seva pèrdua.

## Repartiment
- Saoirse Ronan com Susie Salmon
- Rachel Weisz com Abigail Salmon
- Mark Wahlberg com Jack Salmon
- Stanley Tucci com George Harvey
- Susan Sarandon com Àvia Lynn
- Rose McIver com Lindsey Salmon

## Nominacions
- Oscar al millor actor secundari per Stanley Tucci
- Globus d'Or al millor actor secundari per Stanley Tucci
- BAFTA al millor actor secundari per Stanley Tucci
- BAFTA a la millor actriu per Saoirse Ronan

## Crítica
- "L'encaterinament de Peter Jackson pels efectes visuals de fantasia fereix de mort 'The Lovely Bones'. (...) Jackson soscava el sòlid treball d'un bon repartiment amb evocacions celestials que interrompen seriosament la connexió emocional amb els personatges.[2]
- "El film certament és bo com a melodrama que es converteix en un thriller de revenja. (...) no li falta la seva tensió, humor i detalls convincents. Però també és un relat més simple i efectista, sense l'alegria i angoixa del [llibre] original."[3]